# 園田真次郎
園田 真次郎（そのだ しんじろう、1876年 - 1961年）は、日本の気学の祖。易者名は荻野地角（おぎの ちかく）。
明治9年（1876年）、現在の群馬県桐生市に生まれる。大正13年（1924年）に、日本で流行っていた九星方鑑学（江戸時代の松浦琴鶴の系統の九星を用いる方鑑学の流派）をベースに九星術を気学（九星気学）として簡略化してまとめ、これ以降日本で気学は一般に広まっていった。昭和36年（1961年）死去。 

## 主な著作
- 「気学と幸運」
- 「気学新解」
- 「方位明鑑」
- 「再版昭和廿六年辛卯九星暦」
- 「気学大全集（四十一冊）」